# Ceren Çağlar
Ceren Çağlar est une joueuse de volley-ball turque née le 29 novembre 1992 à Ankara. Elle mesure 1,88 m et joue au poste de centrale. 

## Clubs
| Club                 | De        | À         |
| -------------------- | --------- | --------- |
| SGK Ankara           | 2004-2005 | 2010-2011 |
| MKE Ankaragücü       | 2011-2012 | 2011-2012 |
| Bursa BBSK           | 2012-2013 | 2012-2013 |
| Yeşilyurt İstanbul   | 2013-2014 | 2013-2014 |
| Çanakkale Belediye   | 2014-2015 | 2014-2015 |
| Salihli Belediyespor | 2015-2016 | 2015-2016 |
| İlbank Ankara        | 2016-2017 | 2017-2018 |
| Anakent Spor Kulübü  | jan 2018  | mai 2018  |
| PTT Spor Kulübü      | 2018-2019 | 2019-2020 |
| Bolu Belediyespor    | 2020-2021 | …         |